# Троицинский
Троицинский (мар. Тройчын) — деревня в Советском районе Республики Марий Эл. Входит в состав Кужмаринского сельского поселения.

## География
Находится в центральной части республики Марий Эл на расстоянии приблизительно 7 км по прямой на северо-запад от районного центра посёлка Советский.

## История
Основана в 1921 году как выселок из Энгерсолы. В 1926 году здесь насчитывалось 13 дворов. В 1940 году в 34 дворах проживали 147 человек. В 1956 году здесь было 18 домов, в 1975 году — 17, в 1992 году — 12 домов. Нет никаких социальных учреждений. В советское время работал колхоз «Шуля», позднее сельхозкооператив имени Ленина.

## Население
Население составляло 34 человека (мари 100 %) в 2002 году, 36 в 2010.